# 蘇菲的鍊金工房 ～不可思議書的鍊金術士～
《蘇菲的鍊金工房 ～不可思議書的鍊金術士～》是由光榮特庫摩於2015年11月19日發售的日本遊戲軟體。同時發售了PlayStation 3、PlayStation 4及PlayStation Vita三版本，並支援cross save功能。中文的PS4及PS Vita版本則於2016年2月2日在台灣及香港發售。Windows版於2017年2月8日發售，雖然保留了日文語音，但只有英文介面。2021年4月22日，加入新要素以及附贈所有DLC內容之《蘇菲的鍊金工房 ～不可思議書的鍊金術士～DX》於PlayStation 4、任天堂Switch和Microsoft Windows平台發售。
《蘇菲的鍊金工房》是以用鍊金術製作道具為重點的鍊金工房系列的第17部作品。鍊金術士系列每數部作品會替換不同的舞台，《蘇菲的鍊金工房》為接替黃昏系列的不可思議系列之第一部作品，遊戲系統也有許多創新的變革。本作首次啟用了兩位人物設計，原本居住在基爾亨・貝爾的角色由NOCO負責，從外地而來的角色則由ゆーげん負責設計。本作也是鍊金工房系列在PS4平台上的第一部作品。
《蘇菲的鍊金工房》的續作《菲莉絲的鍊金工房 ～不可思議旅的鍊金術士～》於2016年11月2日在日本發售。鍊金工房系列25周年紀念作《蘇菲的鍊金工房2 ～不可思議夢的鍊金術士～》於2022年2月25日全球發售。

## 遊戲系統
本作引入了日夜及天候的概念，依據時間及天氣的不同，地圖上的採集物和魔物也會有所變化。和以往系列不同，本作並沒有時間限制，不會因爲經過了一定日數就結束遊戲。日期方面，以種子、花苞、開花、果實和種子作為一星期的五天，遊戲中的人物也會因不同的日子而有不同的作息。同時，本作也取消了以往能夠繼承紀錄進行下一週目的系統。取而代之的，玩家在完成主線故事之後，還是能夠在世界中繼續遊玩探索。
戰鬥方面，採用了「先決定全員動作再一次執行」的方式。在戰鬥的每一輪開始時，要先依次指派每個角色要使用的技能或道具，並選定要用「攻擊」或「防禦」的姿態後，再進行回合。
在道具方面，不同於過往系列作品只有主角可以使用道具，在本作每位夥伴都能夠使用道具，但每個人能使用的道具不盡相同。

## 故事概要
一個名為基爾亨・貝爾的小鎮，居住著一名叫做蘇菲的少女。她立志修習已逝祖母所傳授的「鍊金術」，但蘇菲因只有自學而進展不順，屢屢失敗。
這時候，蘇菲發現了一本不可思議的「會說話的書」。她的名字叫做普拉芙妲，是紀錄已失傳鍊金術的古書。普拉芙妲失去了記憶，而將遺失的鍊金術配方紀錄在她身上，能讓她恢復一部分的記憶，甚或能讓普拉芙妲回復為人類之身。蘇菲以找回失傳的鍊金術，讓普拉芙妲變回人類為目標，而下定決心努力。

## 主要登場角色
下列中文譯名皆以官方翻譯為主。
蘇菲·諾伊恩謬拉（Sophie Neuenmuller）
年齡：16歲；身高：154cm；職業：鍊金術士
聲優：相坂優歌
本作主人公。居住在基爾亨·貝爾郊區，經營繼承自祖母的鍊金工房，紅眼紅短髮的少女。性格開朗和善，能緩和周遭氣氛。但不守時、做事粗心大意，常少根筋。非常喜愛鍊金術，在用於他人身上時，會感到莫大的喜悅。對於鍊金術的好奇心及付出的努力，比一般人更多，基本上不做家事，特別是連打掃都給其他人負責。
蘇菲可以使用全部的道具，並且能夠裝備特別的探險用道具。戰鬥時使用的杖作為武器。與前作相同，身為主角也能夠使用攻擊技能。
在續作《蘇菲的鍊金工房2 ～不可思議夢的鍊金術士～》、《菲莉絲的鍊金工房 ～不可思議旅的鍊金術士～》及《莉迪&蘇瑞的鍊金工房 ～不可思議繪畫的鍊金術士～》登場時分別為19歲、20歲和24歲，已是一名獨當一面的鍊金術士。因為累積了許多經驗，使性格和外貌都顯得更加成熟。服裝也與初期的不同，基調由藍綠色換為紅色。
普拉芙妲（Plachta）
年齡：??歲；身高：152cm；職業：圖鑑
聲優：井口裕香
原為蘇菲的祖母所留下，收藏在鍊金工房書架上的古書。因為蘇菲記入鍊金配方而覺醒。化身老師，費心指導蘇菲許多相關的知識。因某件事為契機得以轉化為人身，個性依然與書本形態時相同，會給予蘇菲有關鍊金術的建議。普拉芙妲喪失的記憶，在每次蘇菲記上鍊金配方之後就會稍微恢復一些。性格大致上很冷靜，但偶爾會做出出人意表的大膽事情。恢復人類身分後，一直努力要想起自己遺忘的使命。
遊戲配有普拉芙妲衣裝改造的系統，能夠用不同的素材組合出能給予普拉芙妲不同外型及能力的服裝。
在續作《蘇菲的鍊金工房2 ～不可思議夢的鍊金術士～》、《菲莉絲的鍊金工房 ～不可思議旅的鍊金術士～》及《莉迪&蘇瑞的鍊金工房 ～不可思議繪畫的鍊金術士～》再次登場。
摩妮卡·艾門萊希（Monika Ellmenreich）
年齡：17歲；身高：163cm；職業：教會助手
聲優：洲崎綾
蘇菲的好友。家世優良，熱愛學習且擅長劍術，文武雙全的才女。個性認真，注重禮節。是蘇菲的青梅竹馬，平常雖然嘴巴上總會抱怨卻還是處處照顧著蘇菲。非常喜歡唱歌，經常私下偷偷練習。也經常到蘇菲家吃點心。藉此機會幫忙打掃蘇菲家裡的環境。
奧斯卡·貝爾瑪（Oskar Behlmer）
年齡：16歲；身高：165cm；職業：蔬果商
聲優：山下誠一郎
蘇菲好友，城內蔬果商的兒子。不在乎細節，大而化之樂天派的個性。擁有傾聽植物話語的奇特能力並有著花草的豐富知識。奧斯卡本身非常喜愛植物，只要是有關植物的事情，會立刻變得熱情。非常不擅長運動，常常有毫無來由的自信表現。但是一旦被否定，就會開始陷入沮喪。
在續作《菲莉絲的鍊金工房～不可思議旅的鍊金術士～》身高增長且身材也苗條了許多，之後也成為了夥伴。
柯爾涅莉雅（Corneria）
年齡：15歲；身高：146cm；職業：量販店老闆
聲優：近藤唯
在基爾亨·貝爾開設量販店的少女。和蘇菲同是鍊金術士的她，擁有複製物品的能力。但是使用能力的代價是會讓身高變矮，所以很少使用這個力量。性格我行我素又散漫。為了尋找自懂事以來就失去音訊的父親，目前以名揚天下為目標，開設了量販店。戰鬥時，鍊金術士柯爾涅莉雅會支援著夥伴使用妨礙魔物行動的輔助系道具。
在續作《莉迪＆蘇瑞的鍊金工房～不可思議繪畫的鍊金術士～》再次登場。
蕾昂（Leon）
年齡：24歲；身高：168cm；職業：裁縫師
聲優：飯塚雅弓
遊歷至基爾亨·貝爾，自稱是旅行裁縫師的女性。對於自己有十足信心，特別誇讚自己的裁縫技術。實際上也如自己所言，技術超群，製作出來的服裝都十分有魅力。不擅長表達自己的感情，常常會表現出強勢的態度。戰鬥時會使用妨礙魔物的道具。
全名：阿美莉婭・蕾昂邁爾（Amelia Leonmeyer）
朱利歐（Julio）
年齡：19歲；身高：177cm；職業：騎士
聲優：大河元氣
從鄰國亞達雷特來到此地，教會騎士團所屬的青年。待人處事十分親切，具爽朗誠實的好性格。因為某件事需要調查鍊金術，所以前來蘇菲的鍊金工房拜訪。能自由操控與身高差不多的大劍，具備過人的戰鬥能力。卻不太擅長戰鬥時的道具使用……？
全名：朱利歐・賽巴魯特・雷汀夏福特（Julio Sebald Leidenschaft）
哈羅爾·吉曼斯（Harold Siemens）
年齡：27歲；身高：180cm；職業：鐘錶工匠
聲優：新垣樽助
城內鐘錶工匠。繼承隱居的父親留下來的鐘錶店，但對工作的態度很不認真，比起修理鐘錶這個主要業務來說，他比較喜歡製作自己感興趣的槍械後販售，藉此維持生計。常常喜歡諷刺別人，講些尖酸刻薄的話，其實喜歡照顧他人，各方面都替好友蘇菲多處打點。戰鬥時，只有喜歡照顧他人的哈羅爾能使用攻擊甚至恢復的所有道具，其為特徵。
弗里茲·懷斯貝爾克（Fritz Weissberg）
年齡：51歲；身高：171cm；職業：人偶師
聲優：堀内賢雄
旅行世界各地，邊四處演出人偶劇的男人偶師。因以前當過傭兵，劍術卓越。有著豐富的旅遊經驗，是個即使身處險境，也能令人感到安心的可靠人物。平常是超齡的沉穩性格，但碰上人偶的事情馬上會性格大變。戰鬥時不擅長使用道具。
在續作《菲莉絲的鍊金工房～不可思議旅的鍊金術士～》再次登場。

## 其他登場角色
霍爾斯特·巴斯拉（Horst Basler）
年齡：51歲；身高：175cm；職業：咖啡店店主
聲優：上田燿司
基爾亨·貝爾咖啡店的店主。白天經營咖啡店，晚上變身酒吧。並精通街上的情報，除斡旋各種委託外也會告知蘇菲各種街上傳聞。誠實的個性，深受街上人們的信賴。非常害怕孤單，所以著手打造人們的集會場所，而經營目前的咖啡店。
緹絲‧海茲曼（Tess Heitzmann）
年齡：18歲；身高：155cm；職業：咖啡店員
聲優：仲谷明香
只在特定日子裡工作的咖啡店招牌女孩。身為眾多兄弟中的長女，為養家而外出工作。開朗天真，其實非常勤勞。性格開朗，但做事不考慮後果，常引發問題。是一個令人頭痛的問題製造者。將來的夢想是賺大錢，跟家人一起開店。
愛莉婕‧弗利（Elise Phulie）
年齡：17歲；身高：160cm；職業：書店老闆
聲優：大坪由佳
繼承經營祖父留下來的書店。非常喜歡書籍，從小就是個書蟲。蘇菲稱呼她為【愛莉婕姐姐】，十分親近。知識豐富的她，也是蘇菲商量心事的對象。
羅吉(羅吉庫斯)·菲克薩立歐（Logix Ficsario）
年齡：24歲；身高：173cm；職業：鍛冶師
聲優：石川界人
在街上經營鍛冶屋的青年。非常喜歡四處旅遊，為精進鍛冶工匠的手藝而環遊世界中。認真直率的個性，技巧也不錯。因此鍛冶屋的的生意也十分繁盛。希望帶著自己製作的武器的使用者，能帶著它們週遊世界。
帕梅拉·伊比斯（Pamela Ibis）
年齡：??歲；身高：158cm；職業：修道女
聲優：谷井明日香
教會的修女。乖巧、悠閒的性格。遲緩的口氣，常無意識間緩和周遭的氣氛。教會工作幾乎都靠自己完成。還開間能托育街上小孩的托兒所，是個相當勤勞的女性。從對於街上老人也像對待小孩般等行為來說，她的年齡令人無法猜測。
於鍊金術士系列多個作品皆有登場。
梅庫雷特（Meklet）
年齡：??歲；身高：140cm；職業：旅人
聲優：松本幸
每次有事都會出現在蘇菲面前的少年，常常與亞托米娜一起行動。好像在調查鍊金術，經常找蘇菲，但其目的不明。猛然一見是小孩子的說話方式，但有時又意外地能直指事情的核心。
亞托米娜（Atomina）
年齡：??歲；身高：139cm；職業：旅人
聲優：木野日菜
每次有事總是會出現在蘇菲面前的少女，常常與梅庫雷特一起行動。好像在調查鍊金術，經常找蘇菲，但是其目的不明。性格比梅庫雷特成熟，感情不太容易起伏。但有時會露出與年齡相符的天真笑容。
勞爾德（Luard）
年齡：??歲；身高：???cm；職業：鍊金術士
聲優：斧篤志
普拉芙妲過去的夥伴，自從發現了根絕的鍊金術之後整個人都沉浸於研究該種技術中。

## 主題曲
片頭曲：Phronesis
作詞、作曲、編曲：柳川和樹，主唱：Rurutia

片尾曲：Little in my little
編曲：うどんタイマーP，作詞/作曲/主唱：Rurutia

## 關聯作品
- 無雙☆群星大會串

以光榮特庫摩遊戲為主的跨界作品，蘇菲及普拉芙妲作為鍊金工房系列的代表參戰。